# Автошлях E421
Автошлях E421 —  європейський автомобільний маршрут категорії Б, що проходить по території Німеччини, Бельгії та Люксембургу та з'єднує міста Ахен і Люксембург.

## Маршрут
Весь шлях проходить через такі міста:
- -  E40,  E314 Ахен
- -  E40 Ейпен
  -  E42  Сен-Віт
- -  E25,  E29,  E44 Реймс